# Mastomys
Mastomys Thomas, 1915 è un genere di roditori della famiglia dei Muridi comunemente noti come ratti a mammelle multiple.

## Descrizione

### Dimensioni
Al genere Mastomys appartengono roditori di medie e piccole dimensioni, con lunghezza della testa e del corpo tra 62 e 155 mm, la lunghezza della coda tra 52 e 150 mm e un peso fino a 90 g.

### Caratteristiche craniche e dentarie
Il cranio ha il palato che non raggiunge la metà del secondo molare. I fori incisivi sono lunghi e raggiungono le radici dentarie.
Sono caratterizzati dalla seguente formula dentaria:

### Aspetto
La pelliccia è lunga e soffice, in alcune specie è corta e ruvida. Le parti dorsali sono generalmente brunastre mentre quelle ventrali grigiastre. La testa è sottile, con un muso allungato e lunghe vibrisse. Gli occhi sono grandi, le orecchie sono allungate, rotondeggianti, prive di peli e molto mobili. La coda è lunga quanto la testa ed il corpo ed è finemente ricoperta di peli. I piedi sono lunghi e sottili. Le femmine hanno 8-12 paia di mammelle, il più alto numero riscontrato nei Mammiferi. Nella specie Mastomys shortridgei invece sono presenti soltanto 5 paia.

## Distribuzione
Questo genere è diffuso nell'Africa subsahariana.

## Tassonomia
Il genere comprende 8 specie.
- Mastomys angolensis
- Mastomys awashensis
- Mastomys coucha
- Mastomys erythroleucus
- Mastomys huberti
- Mastomys kollmannspergeri
- Mastomys natalensis
- Mastomys shortridgei